# 42 Draconis
42 Draconis (kurz 42 Dra), auch Fafnir, ist ein Roter Riese im Sternbild Drache, der etwa 317 Lichtjahre von der Sonne entfernt ist. Er ist ein Stern 5. Größe und damit bei mondlosem Nachthimmel und ohne Lichtverschmutzung bereits mit dem bloßen Auge zu sehen. 42 Draconis besitzt ein Planetensystem mit mindestens einem bekannten Exoplaneten.

## Eigenschaften
42 Draconis gehört der Spektralklasse K1.5III an und hat eine vergleichbare Masse wie die Sonne, jedoch ist sein Durchmesser zweiundzwanzig Mal so groß, da er die Hauptreihe bereits verlassen hat und sich in der Entwicklungsphase eines Roten Riesen befindet. Er ist ein metallarmer Stern, dessen Metallizität lediglich 35 % der Sonne erreicht, und dessen Alter 9,49 Milliarden Jahre beträgt. 42 Draconis ist der nördliche Polarstern der Venus.

## Planetensystem
Im Jahr 2009 wurde mittels der Radialgeschwindigkeitsmethode ein den Stern umkreisender Planet mit annähernd der vierfachen Mindestmasse des Jupiter nachgewiesen. Dieser trägt die systematische Bezeichnung 42 Draconis b.

## Eigenname
Der mit bloßem Auge eher unauffällige Stern besitzt keinen historischen Eigennamen. Nach einem öffentlichen Wettbewerb der Internationalen Astronomischen Union (IAU) zur Namensgebung von Exoplaneten und deren Zentralsternen erhielt 42 Draconis am 15. Dezember 2015 den Namen Fafnir nach dem gleichnamigen Zwerg aus der nordischen Mythologie. Der Begleiter erhielt den Namen Orbitar. Vorgeschlagen wurde der Name durch die Brevard Astronomical Society, eine Astronomenvereinigung aus dem Brevard County in Florida (USA).